# Blocus anglo-français du Río de la Plata
Guerre civile uruguayenne
Le blocus franco-anglais du Río de la Plata désigne une période de 5 ans de blocus naval imposé par la France et la Grande-Bretagne sur la Confédération argentine gouvernée par Juan Manuel de Rosas. Il a été imposé en 1845 afin de soutenir le Parti colorado dans la guerre civile uruguayenne. Le blocus vise à empêcher l'accès des ports de l'Argentine et de l'Uruguay, à l'exception de Montevideo, à tout navire commercial. Finalement, la Grande-Bretagne en 1849 et la France en 1850 reconnaissent la souveraineté argentine sur ses eaux intérieures.

## Contexte

### Antécédents
Lors de la guerre de la Confédération de 1836 à 1839, la France avait déjà effectué un blocus du Río de la Plata. La France obtient à l'issue de ce conflit le statut de nation la plus favorisée.

### Situation en Argentine et en Uruguay
L'Argentine est alors dans une situation de guerres civiles incessantes depuis le milieu des années 1820. La situation empire en 1838, lorsque les unitarios s'allient aux fédéraux pour combattre le gobierno de excepción du gouverneur Juan Manuel de Rosas. Celui-ci contrôle alors la province de Buenos Aires et la majeure partie du reste du pays, bien qu'il affirme respecter l'autonomie des provinces. De 1839 à 1841, Rosas et ses alliés parviennent à s'imposer. En 1841, il reste quelques noyaux d'opposants dans les provinces de Corrientes et Santa Fe.
En Uruguay, entre 1836 et 1838, le général Fructuoso Riviera se rebelle contre le président Manuel Oribe, réussissant à l'expulser du pays avec l'aide des Français et des unitarios argentins. Dès son arrivée au pouvoir, il montre sa reconnaissance aux franco-unitarios en luttant contre Rosas. Son gouvernement participe aux rébellions se déroulant sur le littoral argentin. En réponse, le général Pascual Echagüe envahit l'Uruguay, mais est vaincu à Cagancha.

### Situation internationale
La Grande-Bretagne avait peu d'intérêts en Argentine. C'est surtout en raison de l'Entente cordiale, afin de se concilier les faveurs françaises pour la seconde guerre de l'opium, que les forces britanniques interviennent, même si avec l'annexion de la république du Texas aux États-Unis, les Britanniques souhaitent sécuriser leurs approvisionnements en coton, et se tournent vers le Paraguay.
Deux personnalités politiques françaises, François Guizot et Adolphe Thiers, soutiennent l'intervention en Argentine. Thiers justifie cette attaque par l'humanisme, le patriotisme, le droit international et l'expansion du commerce. Il perçoit Rosas comme un dictateur cruel, ce qui lui permet de donner un caractère humanitaire à l'intervention. De plus, bien que Montevideo ne soit pas une colonie, sa population basque importante justifie, selon Thiers, l'intervention.
Les objectifs franco-anglais sont d'établir à Montevideo une base commerciale et de contrôler le trafic sur les fleuves Paraná et Uruguay.

## Début des hostilités
Le blocus est déclaré officiellement le 18 septembre 1845, et le port de Maldonado est occupé avant la fin du mois. De nombreuses raisons sont avancées dans la déclaration. Rosas n'aurait pas mis fin à la guerre malgré les bonnes intentions franco-anglaises, les journaux argentins décriraient violemment les interventions alliées. Un décret du 27 août interdit à tous les Argentins de communiquer avec la flotte franco-anglaise. Il est dit que les étrangers à Buenos Aires sont maltraités, et conscrits dans l'armée. Oribe aurait également commis des massacres après sa victoire à India Muerta. la police serait dirigée par la Mazorca et commettrait des exactions. Le ton de ce texte s'apparente à une déclaration de guerre, et a peut-être été écrit par Florencio Varela.
En réponse, Rosas convie des diplomates des États-Unis, du Portugal, de Sardaigne, de Bolivie et de France. Les diplomates britanniques refusent de participer, mais Mareuil représente la France. Les diplomates concluent à l'unanimité à l'absence de mauvais traitements des étrangers, et que les accusations de massacres à India Muerta sont infondées. Rosas est persuadé que cette déclaration retournerait l'opinion publique internationale en sa faveur.

## Fleuve Uruguay
La marine franco-anglaise remonte l'Uruguay à la mi-août 1845, conduite par Lainé et Inglefield. Ils annoncent le blocage de tous les ports supportant Oribe, et l'ouverture du feu contre eux. Les amiraux se dirigent vers Colonia del Sacramento en embarquant les volontaires italiens de Giuseppe Garibaldi. Au total, 28 vaisseaux font face au 300 soldats et six petits canons du colonel Jaime Montero chargé de la défense de la ville. La légion italienne débarque et pille la ville,.
La flotte se dirige ensuite vers Martín García, où les soldats italiens et français défont le détachement de 125 hommes sous les ordres du colonel Geronimo Costa qui y stationnaient. Le drapeau argentin est amené, et remplacé par celui de l'Uruguay. Les soldats argentins sont emportés et l'île abandonnée.
Ensuite, c'est la ville de Gualeguaychú qui est pillée, pour une valeur estimée à 30 000 livres sterling.
Garibaldi est vaincu à Paysandú par le colonel Antonio Díaz, puis à Concordia, défendue par Juan Antonio Lavalleja à l'aide d'une marine improvisée. Il prend ensuite le contrôle du village de Salto et le pille. En novembre, la marine franco-anglaise contrôle l'intégralité du fleuve Uruguay, de Colonia jusqu'à Salto.

## Fleuve Parana
Une fois que Montevideo possède des défenses suffisantes, Ouseley et Deffaudis s'engagent sur le Río Paraguay, dans le but de rejoindre Corrientes et d'atteindre le Paraguay, isolant ainsi la Mésopotamie pour la faire sortir de la Confédération. La flotte se compose de trois bateaux à vapeur, de plusieurs bateaux à voile lourdement armés, et de 90 navires marchands de diverses nationalités. Arana signala aux diplomates étrangers que tout bateau s’engageant sur le Paraná sans autorisation serait considéré comme pirate, et donc n'aurait aucune protection de son pays. Cependant, ce message arriva avec du retard, et les 90 vaisseaux civils ne le prirent pas en compte et participèrent à l'opération.
L'armement anglo-français était le plus avancé de son temps. Les canons rayés Peysar et Paixhans, ainsi que les fusées Congreve apportaient une puissance de feu impressionnante.

## Postérité
Étant donné la fin du blocus, Rosas revendique la victoire.

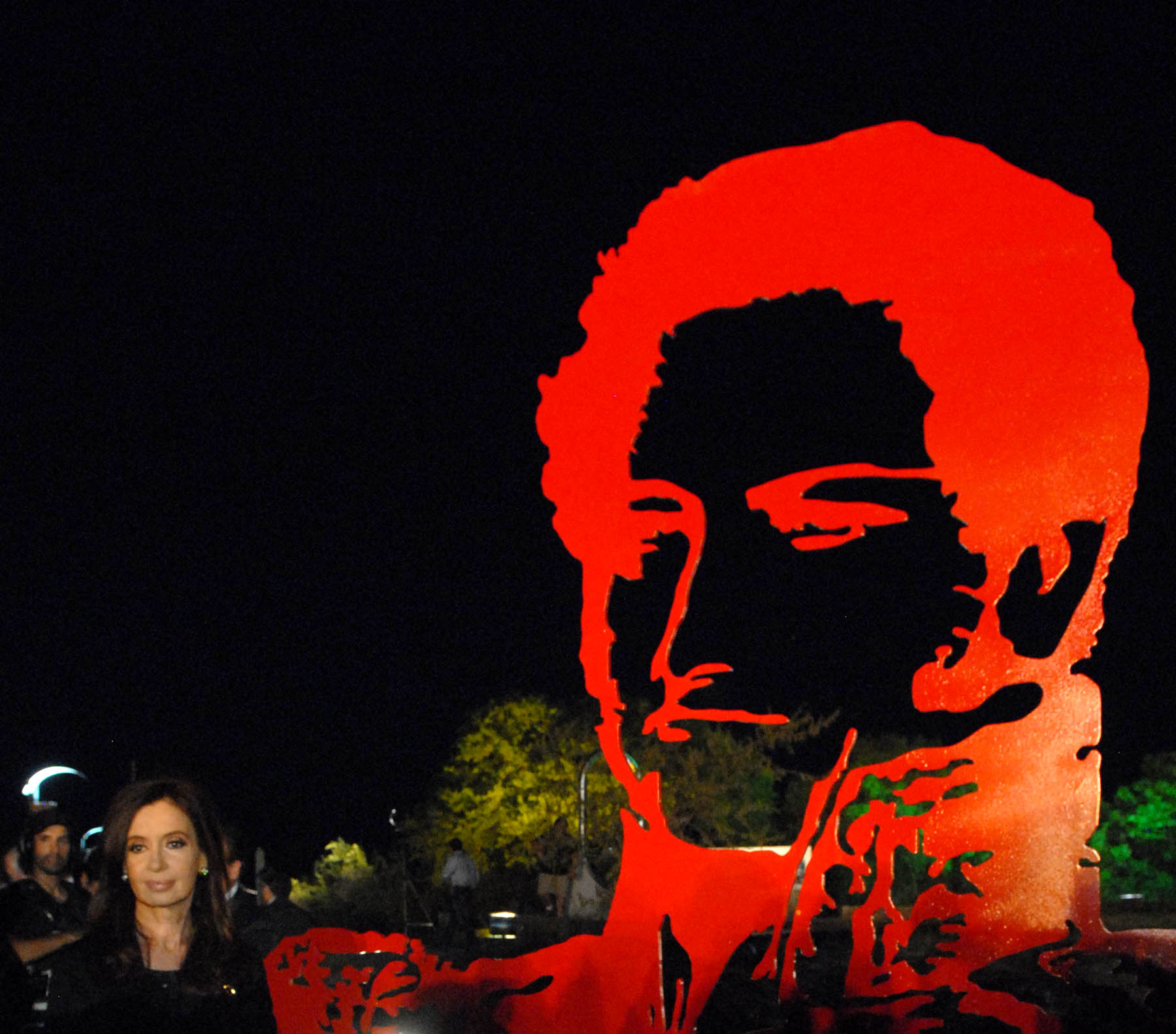
Cristina Fernández de Kirchner célèbre le jour de la souveraineté nationale.

La portée historique du conflit est débattue par les historiens argentins. Pour les révisionnistes, c'est un événement-clé de l'histoire de l'Argentine, à côté de la guerre d'indépendance, alors que les historiens classiques divergent sur ce point. À l'occasion de la première célébration du jour de la souveraineté le 18 novembre 2010, le journal La Nación a recueilli les avis des historiens Pacho O'Donnell (en), Luis Alberto Romero et le britannique David Rock (en).
Pour Luis Alberto Romero, l'importance de cette bataille est exagérée, puisque c'est une défaite militaire argentine, et que le retrait des troupes franco-anglaises découle d'une décision de Lord Palmerston plutôt que d'un succès diplomatique argentin. Pour Pacho O'Donnell, même si les vaisseaux franco-anglais restent maîtres du terrain, ils échouent à faire de la Mésopotamie argentine un nouveau pays, ou à s'établir durablement sur place. Pour David Rock, l'importance militaire des événements est exagérée, étant donné le nombre de morts, qu'il compare aux 60 000 morts en une demi-heure de la bataille de la Somme.